# Seyyed Mahalleh
Seyyed Mahalleh (em persa: سيدمحله, também romanizada como Seyyed Maḩalleh) é uma aldeia do distrito rural de Langarud, no condado de Abbasabad, da província de Mazandaran, Irã.
No censo de 2006, sua população era de 782 habitantes, em 224 famílias.